# Lucien Waelbroeck
Lucien Waelbroeck (* 1929 in Genf; † 2009 in Brüssel) war ein belgischer Mathematiker, der sich mit Funktionalanalysis befasst.
Waelbroeck erhielt 1950 sein Lizenziat und wurde 1954 bei Théophile Lepage an der Freien Universität Brüssel promoviert (Le calcul symbolique dans les algèbres commutatives). Seine Dissertation hatte er bei einem Aufenthalt 1953/54 am Collège de France in Paris bei Jean Leray vorbereitet. 1960 erfolgte die Habilitation (Etude spectrale des algèbres complètes). Er war ab 1962 Professor für Analysis an der Freien Universität Brüssel.
Er war unter anderem Gastprofessor an der Yale University.
Er befasste sich mit Spektraltheorie und Kalkül von holomorphen Funktionalen auf Algebren, bornologischen Räumen und Quotientenräumen.
Er hatte viele Doktoranden und wissenschaftliche Mitarbeiter aus Marokko.

## Schriften
- Topological Vector Spaces and Algebras, Lecture Notes in Mathematics 230, Springer Verlag 1971
- Théorie des algèbres de Banach et des algèbres localement convexes, Montreal 1967